# Jangsuseochang-dong
Jangsuseochang-dong (koreanska: 장수서창동) är en stadsdel i staden Incheon i den nordvästra delen av Sydkorea, 24 km väster om huvudstaden Seoul. Den ligger i stadsdistriktet Namdong-gu
Parkområdet Incheon Grand Park med botanisk trädgård och zoo ligger i norra delen av Jangsuseochang-dong